# Desudaba psittaca
Desudaba psittaca är en insektsart som beskrevs av Walker 1858. Desudaba psittaca ingår i släktet Desudaba och familjen lyktstritar. Inga underarter finns listade i Catalogue of Life.